# Arville (Loir i Cher)
Arville és un municipi francès, situat al departament del Loir i Cher i a la regió de Centre – Vall del Loira. L'any 2007 tenia 119 habitants.

## Demografia

### Població
El 2007 la població de fet d'Arville era de 119 persones. Hi havia 44 famílies, de les quals 4 eren unipersonals (4 homes vivint sols), 20 parelles sense fills, 16 parelles amb fills i 4 famílies monoparentals amb fills.
La població ha evolucionat segons el següent gràfic:
Habitants censats

### Habitatges
El 2007 hi havia 80 habitatges, 46 eren l'habitatge principal de la família, 28 eren segones residències i 6 estaven desocupats. 77 eren cases i 1 era un apartament. Dels 46 habitatges principals, 35 estaven ocupats pels seus propietaris, 9 estaven llogats i ocupats pels llogaters i 2 estaven cedits a títol gratuït; 1 tenia una cambra, 3 en tenien dues, 8 en tenien tres, 9 en tenien quatre i 25 en tenien cinc o més. 40 habitatges disposaven pel capbaix d'una plaça de pàrquing. A 25 habitatges hi havia un automòbil i a 18 n'hi havia dos o més.

### Piràmide de població
La piràmide de població per edats i sexe el 2009 era:
| Homes | Edats   | Dones |
| ----- | ------- | ----- |
| 0     | 95 o +  | 0     |
| 0     | 90 a 94 | 0     |
| 2     | 85 a 89 | 3     |
| 2     | 80 a 84 | 0     |
| 4     | 75 a 79 | 3     |
| 2     | 70 a 74 | 2     |
| 4     | 65 a 69 | 2     |
| 4     | 60 a 64 | 3     |
| 3     | 55 a 59 | 2     |
| 3     | 50 a 54 | 2     |
| 5     | 45 a 49 | 4     |
| 5     | 40 a 44 | 3     |
| 7     | 35 a 39 | 6     |
| 1     | 30 a 34 | 4     |
| 2     | 25 a 29 | 1     |
| 0     | 20 a 24 | 1     |
| 7     | 15 a 19 | 2     |
| 3     | 10 a 14 | 4     |
| 5     | 5 a 9   | 3     |
| 1     | 0 a 4   | 3     |

## Economia
El 2007 la població en edat de treballar era de 81 persones, 60 eren actives i 21 eren inactives. De les 60 persones actives 55 estaven ocupades (32 homes i 23 dones) i 5 estaven aturades (4 homes i 1 dona). De les 21 persones inactives 9 estaven jubilades, 7 estaven estudiant i 5 estaven classificades com a «altres inactius».
Activitats econòmiques
Dels 2 establiments que hi havia el 2007, 1 era d'una empresa d'hostatgeria i restauració i 1 d'una empresa de serveis.
L'únic servei als particulars que hi havia el 2009 era un restaurant.
L'any 2000 a Arville hi havia 15 explotacions agrícoles.

## Poblacions més properes
El següent diagrama mostra les poblacions més properes.